# Anomala saya
Anomala saya är en skalbaggsart som beskrevs av Ohaus 1916. Anomala saya ingår i släktet Anomala och familjen Rutelidae. Inga underarter finns listade i Catalogue of Life.